# Canton de Colombes-2
Le canton de Colombes-2 est une circonscription électorale française située dans le département des Hauts-de-Seine et la région Île-de-France.

## Histoire
Un nouveau découpage territorial des Hauts-de-Seine entre en vigueur à l'occasion des premières élections départementales suivant le décret du 26 février 2014. Les conseillers départementaux sont, à compter de ces élections, élus au scrutin majoritaire binominal mixte. Les électeurs de chaque canton élisent au Conseil départemental, nouvelle appellation du Conseil général, deux membres de sexe différent, qui se présentent en binôme de candidats. Les conseillers départementaux sont élus pour 6 ans au scrutin binominal majoritaire à deux tours, l'accès au second tour nécessitant 12,5 % des inscrits au 1er tour. En outre la totalité des conseillers départementaux est renouvelée. Ce nouveau mode de scrutin nécessite un redécoupage des cantons dont le nombre est divisé par deux avec arrondi à l'unité impaire supérieure si ce nombre n'est pas entier impair, assorti de conditions de seuils minimaux. Dans les Hauts-de-Seine, le nombre de cantons passe ainsi de 45 à 23.
Le canton de Colombes-2 est créé par ce décret. Il est formé d'une fraction de Colombes et de communes des anciens cantons de Bois-Colombes (1 commune) et de La Garenne-Colombes (1 commune). Il est entièrement inclus dans l'arrondissement de Nanterre. Le bureau centralisateur est situé à Colombes.

## Représentation
| Période élective | Période élective | Mandat | Mandat   | Identité          | Nuance | Nuance | Qualité |
| ---------------- | ---------------- | ------ | -------- | ----------------- | ------ | ------ | --- |
| 2015             | 2021             | 2015   | 2021     | Isabelle Caullery |        | LR     | Adjointe au maire de La Garenne-Colombes Conseillère générale de La Garenne-Colombes (2010 → 2015) Chevalier de la Légion d'honneur 8ème vice-présidente chargée des relations et coopération internationales et des affaires européennes |
| 2015             | 2021             | 2015   | 2021     | Yves Révillon     |        | LR     | Pharmacien Maire de Bois-Colombes (1995 → ) Conseiller général de Bois-Colombes (2001 → 2015) 7ème vice-président chargé de l'environnement et du patrimoine non scolaire                                                                 |
| 2021             | 2028             | 2021   | en cours | Isabelle Caullery |        | LR     | Conseillère sortante |
| 2021             | 2028             | 2021   | en cours | Yves Révillon     |        | LR     | Conseiller sortant, 3ème Vice-Président du conseil départemental (environnement et patrimoine non-scolaire) |

### Résultats détaillés

#### Élections de mars 2015
Lors des élections départementales de 2015, quatre binômes étaient en lice : 
- Catherine Conte (DLF) et Philippe Taillandier (DLF) ;
- Elyane Penou (FN) et Walter Fraudin (FN) :
- Adelaïde Naturel (PCF-FDG) et Pierre Boudailliez (EELV) ;
- Isabelle Caullery (UMP) et Yves Révillon (UMP) ;
- Isabelle Dahan (PS) et Alexis Guerit (PS)[5].

À l'issue du 1er tour, deux binômes sont en ballottage : Isabelle Caullery et Yves Révillon (UMP, 53,33 %) et Isabelle Dahan et Alexis Guerit (PS, 22,16 %). Le taux de participation est de 47,52 % (20 655 votants sur 43 465 inscrits) contre 46,11 % au niveau départemental et 50,17 % au niveau national.
Au second tour, Isabelle Caullery et Yves Révillon (UMP) sont élus avec 68,75 % des suffrages exprimés et un taux de participation de 43,02 % (12 173 voix pour 18 699 votants et 43 465 inscrits).

#### Élections de juin 2021
Le premier tour des élections départementales de 2021 est marqué par un très faible taux de participation (33,26 % au niveau national). Dans le canton de Colombes-2, ce taux de participation est de 36,81 % (16 771 votants sur 45 560 inscrits) contre 35,09 % au niveau départemental. À l'issue de ce premier tour, deux binômes sont en ballottage : Isabelle Caullery et Yves Revillon (LR, 51,31 %) et Anne-Gaëlle Courty Ahmed et David Mbanza (Union à gauche avec des écologistes, 17,33 %).
Le second tour des élections est marqué une nouvelle fois par une abstention massive équivalente au premier tour. Les taux de participation sont de 34,36 % au niveau national, 37,05 % dans le département et 38,8 % dans le canton de Colombes-2. Isabelle Caullery et Yves Revillon (LR) sont élus avec 69,37 % des suffrages exprimés (11 644 voix pour 17 682 votants et 45 567 inscrits),,.

## Composition
| Nom                              | Code Insee | Intercommunalité         | Superficie (km2) | Population (dernière pop. légale)                | Densité (hab./km2) | Modifier                                    |
| -------------------------------- | ---------- | ------------------------ | ---------------- | ------------------------------------------------ | ------------------ | ------------------------------------------- |
| Colombes (bureau centralisateur) | 92025      | Métropole du Grand Paris | 7,81             | Fraction : 13 738 (2022) Commune : 90 692 (2022) | 11 612             | modifier les données · modifier les données |
| Bois-Colombes                    | 92009      | Métropole du Grand Paris | 1,92             | 29 376 (2022)                                    | 15 300             | modifier les données · modifier les données |
| La Garenne-Colombes              | 92035      | Métropole du Grand Paris | 1,78             | 29 828 (2022)                                    | 16 757             | modifier les données · modifier les données |
| Canton de Colombes-2             | 9211       |                          |                  | 72 942 (2022)                                    |                    | modifier les données                        |

Le canton de Colombes-2 comprend :
1. les communes de Bois-Colombes et de La Garenne-Colombes,
2. la partie de la commune de Colombes non incluse dans le canton de Colombes-1, c'est-à-dire essentiellement les quartiers de la Petite Garenne et celui des Vallées[16].

## Démographie
En 2022, le canton comptait 72 942 habitants, en évolution de +2,29 % par rapport à 2016 (Hauts-de-Seine : +2,75 %, France hors Mayotte : +2,11 %).
| 2013   | 2018   | 2022   |
| ------ | ------ | ------ |
| 70 994 | 71 287 | 72 942 |